# Вулканска купа Облик
Вулканска купа Облик припада планини Kукавица и спада у угашене вулкане. Налази се на 1310 метара надморске висине на подручју села Белановце, у општини Владичин Хан, на самој граници са Белишевом и јужније, са Пољаницом, на територији града Врања.
Купа Облик је, такође, изузетан и видиковац, са чијег врха се може видети пола Јужне Србије. На само пар километара од Облика, налази се још једна вулканска купа, Грот, на 1327 метара надморске висине. Међутим, Облик је нешто популарнија дестинација за излетнике и планинаре у односу на Грот, где спадају међу приступачнијим, због заравњених терена који планинарима омогућавају да накратко предахну.
У близини се налази и Булино језеро, где су по легенди, пропали турски каравани када су се, након ослобођења Србије од отоманске власти, повлачили из ових крајева. Прича каже да су ту, у живом блату, сахрањени каравани, са булама, турским женама, и муле које су биле натоварене златом.
До пре пар деценија у близини се одржавао сабор, на Светог Пантелејмона, 9. августа, један од највећих у селима ханске општине. На брду се налази и црква, где је некада постојала Хајдучка црква, а која је обновљена крајем 19. века.
Пут до Облика је добрим делом теже пртоходан и њиме се може само пешице, или теренским возилом.